# Plebiscit
Plebiscit je v češtině používán v různých významech, terminologie není ustálená. Tento termín pochází z antického Říma, kde se tak označovala rozhodnutí plebejských sněmů. Slovo pochází ze spojení plebei scitum („lidu se uzdálo“).
Obecně jde o synonymum pro referendum, které se může konat o zásadních otázkách, jako je určení hranic, osamostatnění se od daného státu nebo o připojení k jinému státu, schválení ústavy apod. Nebo může jít o méně závaznou formu veřejného souhlasu či zamítnutí v politických záležitostech, vyhlašován je pak ad hoc.
Český právní řád termín plebiscit nezná, používá se pouze referendum.